# Хуэй (язык)
Хуэй (аньхойский) или ваньнань (徽州话/徽州話  или 徽徽/语语, 徽徽/語語; пиньинь:  Huīzhōu-huà или Huī-yǔ) — один из китайских языков, традиционно считающийся диалектом китайского языка. Распространён в основном в провинции Аньхой, а также в Чжэцзяне и Цзянси.
Профессор Юань Цзяхуа включал их в состав гуаньхуа. Джеймс Мэтисофф включал их в состав языка у. Иногда язык хой объединяют в одну группу с диалектами хакка или с диалектами гань (Цзянси).

Китайские языки

## Классификация
- Диалект цзяси-шэсянь 歙縣話 — юго-восток пров. Аньхой (уезды Цзиси, Нинго, Цзиндэ в гор. округе Сюаньчэн, уезды Хуэйчжоу, Шэсянь и др. в городском округе Хуаншань) и северо-запад пров. Чжэцзян (уезд Чуньань в городском округе Ханчжоу)
- Диалект туньси (сюнин-исянь) 屯溪話 — юг пров. Аньхой (уезды Туньси, Сюнин, Исянь, Цимэнь и др. в городском округе Хуаншань) и северо-восток пров. Цзянси (уезд Уюань в гор. округе Шанжао)
- Диалект цимэнь-дэсин — юго-запад пров. Аньхой (уезды Цимэнь и др. в гор.округе Хуаншань и уезд Дунчжи в городском округе Чичжоу) и северо-восток пров. Цзянси (уезд Дэсин, Уюань в гор. округе Шанжао и уезд Фулян в городском округе Цзиндэчжэнь)
- Диалект яньчжоу — северо-запад пров. Чжэцзян (уезды Чуньань, Цзяньдэ в городском округе Ханчжоу)
- Диалект цзиндэ-чжанда  — юго-восток пров. Аньхой (уезды Цзиндэ и др. в гор. округе Сюаньчэн, уезды Цимэнь, Исянь и др. в городском округе Хуаншань, уезд Шитай в городском округе Чичжоу)